# Muzeum Historii AGH i Historii Techniki
Muzeum Historii AGH i Techniki – uczelniane muzeum działające od roku 1960 w ramach powstałej trzy lata wcześniej jednostki "Ośrodek Historii Techniki z Muzeum AGH". Eksponaty muzealne pogrupowane są w cztery działy:
- Dział historii rzemiosła i przemysłu
- Modelarium urządzeń górniczych i hutniczych
- Sala historii AGH
- Ekspozycja na temat kontaktów Uczelni z Ojcem Świętym Janem Pawłem II

Muzeum czynne jest codzienne w godzinach od 10.00 do 14.00 - wstęp wolny. Zwiedzanie po telefonicznej rezerwacji terminu.